# 朱褒
參數所指定的目標頁面不存在，建議更正成存在頁面或直接建立下列一個頁面（建立前請先搜尋是否有合適的存在頁面可以取代）：
- 朱褒 (唐朝)

朱褒（?—?），三國時益州朱提郡人，以牂牁郡丞领牂牁太守。
223年，雍闿在南中发动叛乱，杀死太守正昂，并且在士燮的引诱下，归附东吴，并将太守张裔送给东吴，东吴遂以雍闿为永昌太守，在吕凯、王伉的抵抗下，雍闿不能前进，便派孟获搧动诸夷叛乱以响应其行动。李严派益州从事常房（一作常颀）写信劝降雍闿，雍闿拒绝。常房来到牂牁郡巡查，怀疑牂牁太守朱褒想要造反，捕杀牂牁主簿。朱褒大怒，杀死常房，诬陷常房谋反。诸葛亮听信朱褒，杀死常房诸子，流放常房弟弟去越巂郡。朱褒最终参与雍闿的叛乱行动。之后朱褒下落不明。
在《三國演義》中，高定由于中了諸葛亮的離間計，前去朱褒處問罪。朱褒因不知是離間計，無話可說，而給高定的部下鄂煥殺死。